# Climocella reinga
Climocella reinga är en snäckart som beskrevs av James Frederick Goulstone 1997. Climocella reinga ingår i släktet Climocella och familjen Charopidae. Inga underarter finns listade i Catalogue of Life.